# ملاس
فطر الملاس (الاسم العلمي: Leotia) هو جنس من الفطريات يتبع الفصيلة الملاسية من الرتبة المسماريات.